# Су-цзун
Император Су-цзун китайской империи Тан(кит. 肅宗, пиньинь Sùzōng, палл. су цзун) родился 21 февраля 711 года, умер 16 мая 762 года, вступил на трон 12 августа 756 года.
Личное имя — Ли Хэн (кит. трад. :李亨, упр. 李亨, пиньинь Lǐ Hēng, палл. су цзун), другие имена — Ли Сышэн (李嗣升), Ли Цзюнь (李浚) с 725 по 736 годы, Ли Ю (李璵) с 736 по 738 годы, Ли Шао (李紹) в 738 году. Сын императора Сюань-цзуна. Су-цзун взошёл на трон после того как его отец бежал в Сычуань после мятежа Ань Лушаня 756 года. Во время этих событий Ли Хэн бежал в противоположном направлении в Линъу, где армия провозгласила его императором. Большая часть его правления пришлась на подавление мятежа, и только в 763 году мятеж был подавлен при уже следующем императоре Дай-цзуне.
Во время правления Су-цзуна началась практика назначать евнухов чиновниками высокого ранга. Евнух Ли Фуго (李輔國) стал командиром императорской гвардии и захватил практически абсолютную власть. В 762 император сильно заболел. Евнух Ли Фуго в борьбе за власть убил императрицу Чжан, и через короткое время император умер от приступа инфаркта миокарда. Его преемник Дай-цзун смог убить Ли Фуго. Император умер, пережив своего отца Сюань-цзуна только на 13 дней.

## Правление
Вступив на трон, император поставил цель освободить Чанъань от сил мятежного государства Янь. Однако район Гуанчжуна был сильно укреплён, и отряд под началом канцлера Фан Гуаня понёс поражение с большими потерями. В окружении императора начались сложные интриги.
В 757 Ань Лушань был убит и его сын Ань Цинсюй взошёл на престол династии Янь.
Император счёл затруднительным освободить Чанъань своими силами и заключил союз с ханом Моян-чур (Уйгурский каганат), пообещав уйгурам трофеи от разграбления региона. Советник Ли Мо предполагал направить уйгуров в Фаньян, но император решил сразу объединёнными силами пытаться освобождать Чанъань. Осенью 757 года Чанъань был занят, что позволило императору воссоздать администрацию в освобождённой столице. Уйгуры собирались теперь разграбить Чанъань, но генерал Ли Чу посоветовал воздержаться, так как это вызовет сопротивление жителей другой столицы Лояна, пообещав отдать на разграбление Лоян вместо Чанъаня. Бывший император Сюань-цзун получил разрешение поселиться в Чанъане.
Через месяц совместные силы освободили столицу Лоян, на этот раз не удалось избежать массивного грабежа столицы уйгурами. Ань Цинсюй бежал в Ечэн (邺城), но значительная часть территории была уже освобождена и война приближалась к завершению. Император Су-цзун для закрепления отношений с уйгурами отдал в жёны свою дочь принцессу Нинго уйгурскому хану.
В 758 году генерал Ши Сымин, некогда поддерживавший Ань Лушаня, вдруг согласился подчиниться императору Су-цзуну, загнал Ань Цинсюя в ловушку и убил его. Су-цзун, однако, относился к нему настороженно и поручил У Чэнъэню (烏承恩) убить Ши Сымина. Ши Сымин сумел выйти из ситуации и повернул против Тан, объявил себя императором династии Янь и занял Лоян, который сделал своей столицей. Однако он не смог продвинуться дальше в Чанъань, так как дорогу преградил генерал Ли Гуанби. В 760 году интриги евнуха Син Яньэня (邢延恩) привели к тому, что генерал Лю Чжань (劉展) поднял мятеж и удерживал нижнее течение реки Янцзы несколько месяцев, пока его не победил генерал Тянь Шэньгун (田神功).
В 761 году Ши Сымин был убит своим сыном Ши Чаои, но новый император династии Янь не пользовался авторитетом генералов, которые игнорировали его приказания. Танские войска теперь могли успешно противостоять яньским, но были не в состоянии выбить их из Лояна, и полная победа пришла уже после смерти Су-цзуна.
В ноябре 762 года император Сюань-цзун умер. Император Су-цзун был при этом сам сильно болен, и смерть отца усугубила его болезнь. Он предоставил Ли Ю статус регента. При этом императрица Чжан и Ли Фуго вступили в конфликт, императрица Чжан вызвала Ли Ю, желая совместно найти способ устранить Ли Фуго и его подчиненного Чэн Юаньчжэня. Ли Ю отказался, считая что от этого императору станет хуже. Императрица Чжан тогда обратилась к младшему брату Ли Ю — Ли Си (李係), и они попытались заманить Ли Фуго в ловушку, привлекая к сговору 200 евнухов. 14 мая 762 года она вызвала в Ли Ю от имени императора. Чэн перехватил приказ и информацию о заговоре, и проводил Ли Ю в штаб имперской охраны, которой командовал Ли Фуго. Охранники вошли во дворец и арестовали императрицу Чжан, Ли Си и соучастников заговора, и сопроводили подальше от присутствия императора. Императрица Чжан, Ли Си и Ли Сян были казнены. Император остался один без ухода и умер 16 мая, жалован посмертным титулом «Вэньмин удэ дашэн дасюаньсяо хуанди» (文明武德大聖大宣孝皇帝) и храмовым именем Су-цзун.
Ли Ю был объявлен императором Дай-цзуном.

### Взаимодействие с мусульманами

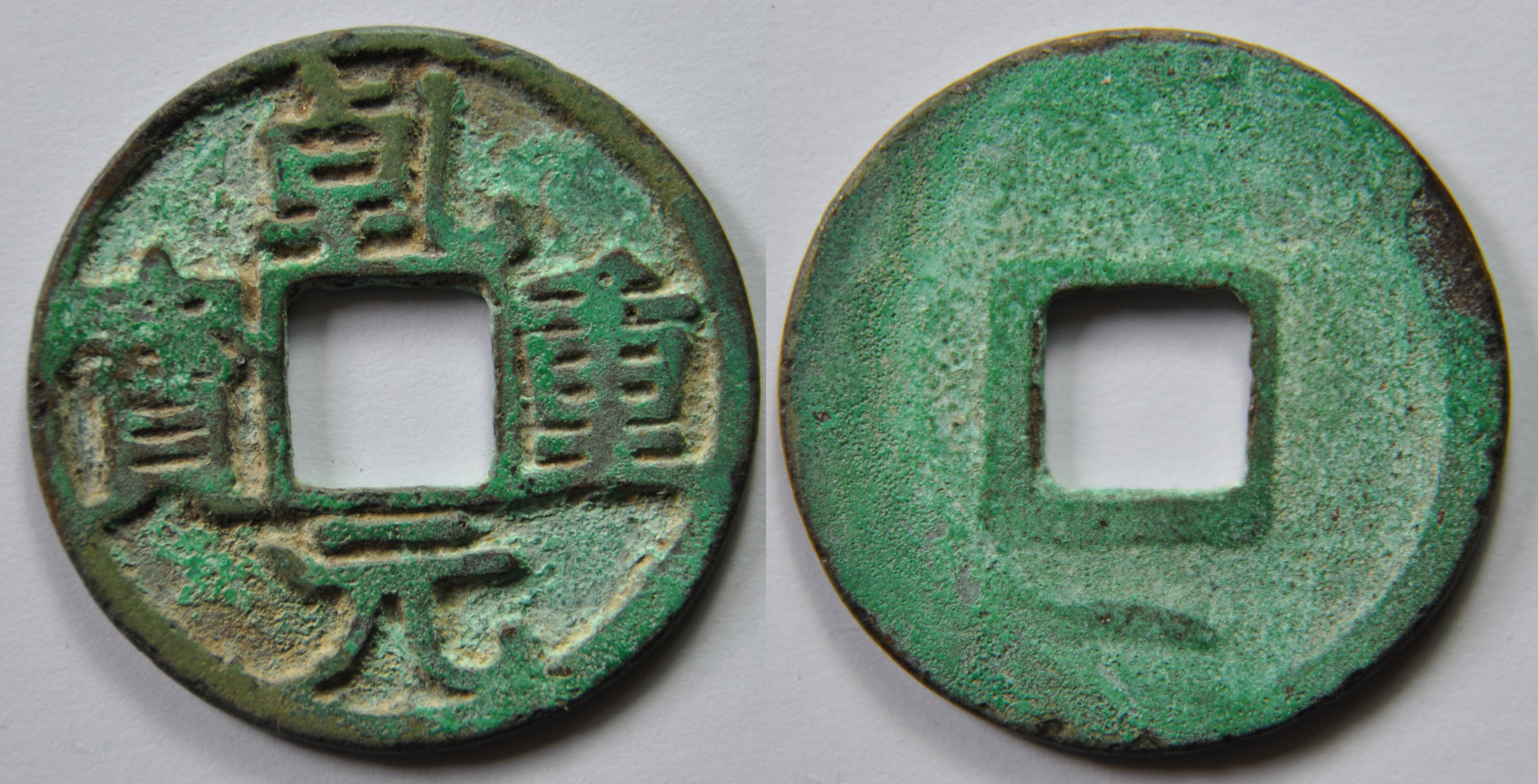
Монета Цяньюань чжунбао 乾元重寶 759 – 762 годов, отливалась в правление императора Су-цзуна для военных нужд при подавлении мятежа Ань Лушаня.

Во время смуты, сопровождавшей мятеж Ань Лушаня, император написал пространное письмо багдадскому халифу аль-Мансуру, прося о вооружённой помощи. Аль-Мансур послал отряд из 7000 всадников. Считается, что эти всадники принадлежали народу хуэй, родственному дунганам.